# Getoar Sallauka
Getoar Sallauka (født d. 22. februar 1988) er en serbisk fodboldspiller på kontrakt i Zürich-Affoltern. 
Tidligere har han spillet for Vejle Boldklub .

## Profil
Getoar Sallauka er en alsidig spiller, som dækker de fleste positioner på midtbanen. Han bliver karakteriseret som  spilintelligent og målfarlig spiller.
Getoar Sallauka indledte sin fodboldkarriere i schweiziske St. Gallen, hvorfra han i 2006 skiftede til  Grasshoppers Zürich. 
I vinteren 2011 blev hentet til Vejle Boldklub, hvor han blev genforenet med sin ungdomstræner fra  Grasshoppers, Mats Gren.